# Zakrslý králík

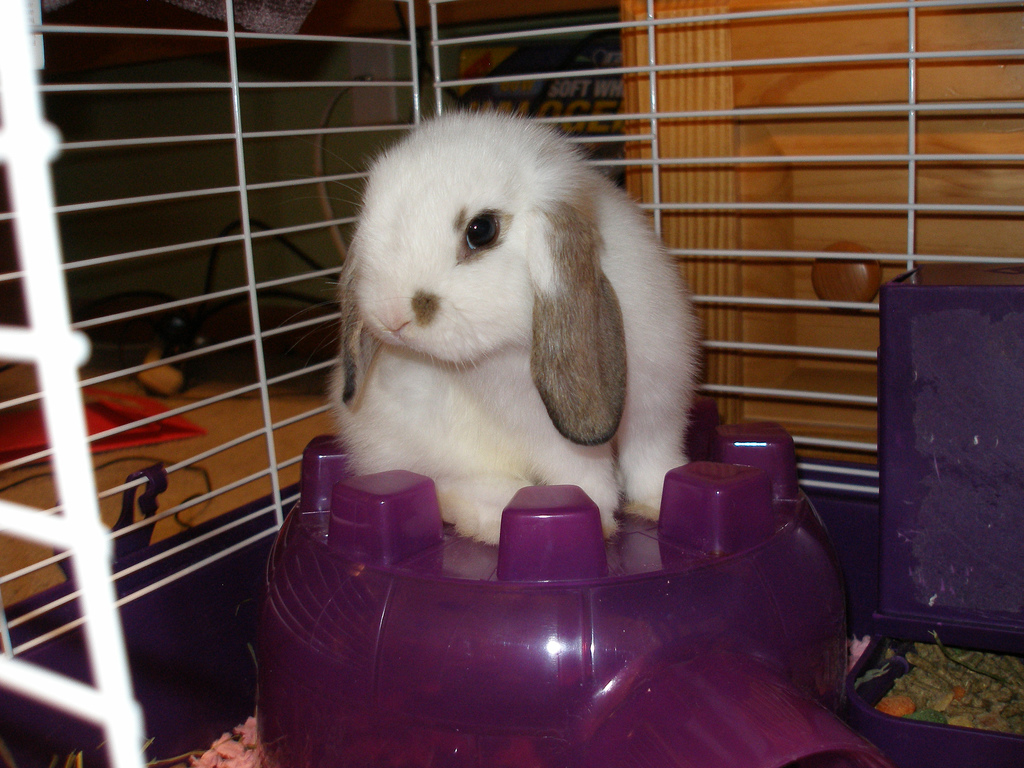
kříženec Zakrslého berana

Zakrslý králík je forma králíka domácího, která byla vyšlechtěna ve Velké Británii. Všechna plemena zakrslých králíků jsou vzrůstem menší a hmotností nižší než ostatní domácí králíci. Ve většině případů jsou zakrslí králíci více choulostiví než běžná plemena (např. na nachlazení a onemocnění rýmou, která je u králíků velice závažným, až smrtelným onemocněním), a proto je vhodný chov ve vnitřních prostorech. Vyskytují se i chovy, kde jsou králíci celoročně chováni ve venkovních králíkárnách upravených pro zakrslé králíky. 
Prvním vyšlechtěným zakrslým králíkem bylo plemeno Hermelín. Z něho pak byla vyšlechtěna další plemena. Standardní zakrslý králík má hmotnost 1,25 - 1,5, berani jsou mohutnější (až 2 kg). Je velké množství plemen  zakrslých králíků a v rámci plemen velké množství barevných rázů. V České republice patří mezi uznaná plemena Zakrslý hermelín, Zakrslý bílopesíkatý, Zakrslý barevný, Zakrslý strakáč, Zakrslý rex, Zakrslý liščí, Zakrslý saténový, Zakrslý beran.[zdroj?]

## Popis druhových králíků

### Hermelín (He)
Původně byl hermelín albínem, tzn. že měl čistě bílou srst a růžovou duhovku s karmínovou panenkou. Tato varianta se značí Heč (hermelín červenooký). V roce 1919 byla v Německu vyšlechtěna nová podoba, bílá barva zůstala na srsti, drápky byly taktéž bez pigmentu, ale duhovka oka byla blankytně modrá s černou zorničkou. Hermelín může být jedině modrooký, a je podobný se zakrslým liščím.

### Zakrslý bílopesíkatý černý (Zbíč)
Toto plemeno má milou povahu. Hmotnost je ideálně 0,9 kg - 1,7 kg. Uši bývají dlouhé nejvýše 5,5 cm, těsně u sebe zpříma nesené. Srst je velmi hustá v podsadě, elastická, na omak měkká, krycí chlupy jsou 1,8 až 2cm dlouhé. Barva krycího chlupu, včetně hlavy, uší a končetin, je sytě leskle černá. Po stranách těla, na prsou, nad pírkem a na horní části končetin vystupují pesíky s bílými konečky a jsou rozmístěny stejnoměrně.[zdroj?]

### Zakrslý barevný (Z)
Toto plemeno vypadá podobně jako barevný hermelín. Vzniklo kombinací hermelína a druhého barevného plemene. V ČR existuje velké množství barevných i kresebných rázů plemen, např. zakrslý divoce zbarvený (Zdiv), zakrslý černý (Zč), zakrslý siamský žlutý (ZSiž), zakrslý hototský bílý (ZHb) nebo zakrslý japonský (Zj).[zdroj?]

### Zakrslý strakáč (Zstr)
Toto plemeno má obvykle vyšší hmotnost než jiní zakrslí králíci. Váží mezi 1,4 - 1,6 kg. Strakáči jsou typičtí svojí kresbou. Ta se dělí na kresbu hlavy, kresbu trupu a boční kresbu. Zakrslý strakáč může být v barevném provedení černý (Zstrč), černožlutý (Zstrčž) nebo i modrý (Zstrm).[zdroj?]

### Zakrslý rex (ZRex)

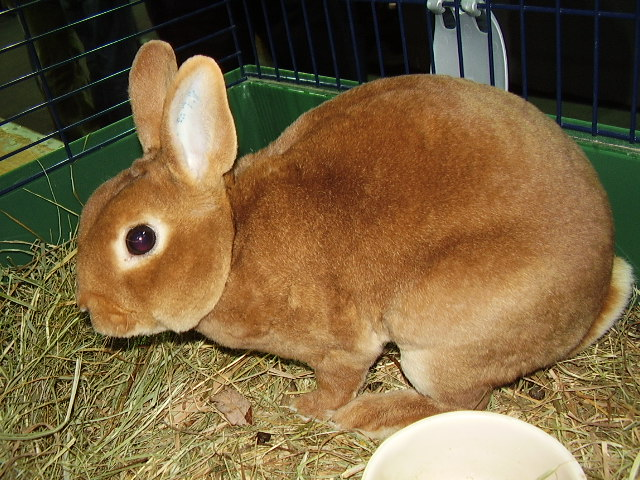
Zakrslý rex

U plemen s normální srstí leží chlupy na těle králíka proti sobě. U rexovitých plemen jsou chlupy kratší a jsou kolmo ke kůži. Srst je velmi jemná, jakoby plyšová. U zakrslého rexe je délka srsti cca 15 mm. Zakrslý rex může být v těchto barev: zakrslý rex bílý červenooký (ZBčoRex), zakrslý rex černý (ZRex), zakrslý rex dalmatinský strakáč v černém, modrém i havanovitém rázu (ZDSčRex, ZDSmRex, ZDShavRex), zakrslý kastorex (ZCa) nebo zakrslý tříslový (ZTčRex). Uši nahoru, ale může je mít i dolů.[zdroj?]

### Zakrslý liščí (ZLi)
Znakem tohoto plemene jsou prodloužené pesíky spadající po bocích králíka. Chlupy jsou 3 až 5 cm dlouhé a nestříhají se. V České republice je nejrozšířenějším rázem zakrslého liščího ráz bílý červenooký (ZLibčo), čili albín. Vyskytuje se i verze ruského černého (ZLiRč) nebo kuního hnědého (ZLiKuh).[zdroj?]

### Zakrslý saténový (ZSa)
Nově uznané plemeno má lesklejší srst. Nejrozšířenějším barevným rázem je ráz červený (ZSačerv).[zdroj?]

### Zakrslý beránek
Váží 1,5 až 2 kg. Tělo beránka je kratší a zavalité. Krk je neznatelný a má kratší tlapky. Hlava je kulatá, s výraznými skráněmi. Typickým znakem jsou uši, svislé k zemi a při pohledu zepředu tvoří jakoby podkovu. Může dorůst i do velikosti klasického domácího králíka. Na konci uší mají být znatelné hrbolky, tzv. korunky. Barevných rázů najdeme všechny existující barevné kombinace. Potravou je seno a granule. Mívá až 4 mláďata na 1 vrh.[zdroj?]

### Holandský zakrslý králík
Je plemeno pocházející z holandského králíka a patří k historicky nejstarším. Typičtí jsou svou zvláštní kresbou.